# Transes (film)
Pour plus de détails, voir Fiche technique et Distribution.
Transes est un film marocain réalisé par Ahmed El Maânouni sorti en 1981.

## Synopsis
Fan du groupe musical marocain Nass El Ghiwane, Izza Génini a encouragé le réalisateur marocain Ahmed El Maânouni à filmer les concerts de ce groupe musical. Le réalisateur marocain suit alors Nass El Ghiwane dans plusieurs concerts au Maghreb (Maroc, Tunisie) et en France puis décide d'aller plus loin et filme les musiciens dans leur intimité. Le résultat est ce docufiction musical retraçant des thèmes sociaux variés (l’espoir, le rire, la souffrance, la révolte...).
La transe dans sa forme musicale traditionnelle retrouvé chez les Gnaouas au Maroc est l’inspiration majeur de Nass El Ghiwane.

## Fiche technique
- Titre original : الحال
- Titre : Transes
- Réalisation, scénario et photographie : Ahmed El Maânouni
- Musique : Nass El Ghiwane
- Production : Izza Génini
- Son: Ricardo Castro
- Pays d'origine : Maroc
- Langue : arabe
- Durée : 86 minutes
- Genre : film fiction-documentaire
- Date de sortie :  Maroc : 1981
- Versions :
  - Version 1981
  - Version 2007 restaurée par la World Cinema Foundation et présentée par Martin Scorsese aux Cannes Classics 2007 et au Festival international du film de Marrakech en 2007.

## Distribution
- Laarbi Batma
- Omar Sayed
- Abderhmane Kirouch
- Allal Yaâla
- Tayeb Saddiki
- Boujmîa Hagour

## Autour du film
Le film a été tourné :
- Au Maroc
  - Casablanca

## Distinctions
- Prix ESEC Cannes 1981.
- Prix du public au premier festival national du film Rabat 1982.
- Premier film choisi et présenté par Martin Scorsese pour inaugurer la World Cinema Foundation, Cannes Classics 2007.
- Sélectionné à Londres, New York, San Francisco, Édimbourg, Taormina.

## Citations
- Martin Scorsese, s'expliquant sur le choix de Nass El Ghiwane pour illustrer la bande-son de son film La Dernière Tentation du Christ, dira en public : « C'est en visionnant un film marocain, qui passait en boucle à la télévision, Transes, que j'ai découvert cette musique, et que je l’ai aimée au point de la programmer dans mon film suivant ».
- « Ce qui a également contribué à ce que Ahmed El Maânouni ait le chemin de la fiction facile, est que chacun des membres de Nass El Ghiwane a son propre parcours narratif et que vers la fin, ils sont tous des comédiens qui chantent et non des chanteurs dans le sens traditionnel du terme » souligne le dramaturge Tayeb Saddiki.